# 軍事史学会
軍事史学会（ぐんじしがっかい、The Military History Society of Japan）は、軍事史に関する学術的研究を行う日本の学会。1936年（昭和11年）、軍事史学会創立。終戦後解散した中断の後、1962年（昭和37年）に国防史学会が組織され、1965年（昭和40年）に軍事史学会が再結成され現在にいたる。

## 概要
年次大会、定例研究会のほか、『軍事史学』（季刊、錦正社）を発行。所属会員の研究対象とする時代は古代ギリシア・ローマから近現代まで多岐にわたり、分析の対象も狭義の軍事史研究に限らず、近年は戦争をめぐる芸術、ジェンダーなど、「新しい歴史学」に類するテーマを扱った論文も『軍事史学』に掲載されている。
『軍事史学』は通常号、特集号とも一般書店で一部が販売されている。また1990年に通巻100号を記念した合併特集号『第二次世界大戦――発生と拡大』を刊行して以来、特集論文および関連文献目録などを掲載した特集合併号（一般書籍扱い）の論文集を刊行している。

### 過去の特集号
- 第25巻第3・4合併号「第二次世界大戦――発生と拡大」（1990年2月）
- 第27巻第2・3合併号「第二次世界大戦――真珠湾前後」（1991年12月）
- 第31巻第1・2合併号「第二次世界大戦――終戦」（1995年9月）
- 第33巻第2・3合併号「日中戦争の諸相」（1997年12月）
- 第36巻第3・4合併号「20世紀の戦争」（2001年3月）
- 第37巻第2・3合併号「再考・満州事変」（2001年10月）
- 第40巻第2・3合併号「日露戦争（1）国際的文脈」（2004年12月）
- 第41巻第1・2合併号「日露戦争（2）戦いの諸相と遺産」（2005年6月）
- 第42巻第3・4合併号「PKOの史的検証」（2007年3月）
- 第43巻第3・4合併号「日中戦争再論」（2008年3月）

その他に旧日本軍関係の資料翻刻を進めており、『大本営陸軍部戦争指導班機密戦争日誌（上・下巻）』『大本営陸軍部作戦部長宮崎周一中将日誌』『元帥畑俊六回顧録』などを翻刻している。